# Цончо Родев
Цончо Христов Родев е български писател. Автор е на исторически и приключенски романи, разкази и новели.

## Биография
Роден е в Провадия на 9 юни 1926 г. Баща му Христо Ц. Родев (1880 – 1945) е адвокат, депутат в XXIII народно събрание, убит след Деветосептемврийския преврат. Убит е веднага след 9 септември 1944, а впоследствие посмъртно е осъден на смърт от Народния съд.
Цончо Родев завършва основно образование в родния си град и средно в гимназия във Варна, след което право в Софийския университет.
Като син на убит от Народния съд няма право да практикува юридическа професия и се отдава на литературна дейност. Създава редица исторически, фантастични и приключенски романи и повести за деца и юноши, разкази.
С решение №12 от 22 октомври 1958 г. на ЦК на ДОСО подводният спорт се въвежда като учебно-спортна дисциплина и се създава секция по подводен спорт към ЦК на ДОСО. Той е сред организаторите на секцията на учредителното събрание, проведено на 30 октомври 1958 г. За председател е избран инж. Димитър Рашев. Членове са Иван Джаков, д-р Димитър Доросиев, Михаил Бурдин, Цончо Родев, Александър Денков, Димитър Венов, Александър Бикс, Любен Стойнов, Милен Кънев.
Почетен гражданин на Провадия и Сливен (1998). Носител на наградата на Община Сливен за литература и изкуство „Добри Чинтулов“ (1998), на наградата за краеведческа дейност „Д-р Иван Селимински“ (1995), на почетния знак „За граждански принос“ (2006).

## За него
- Соня Келеведжиева, „Цончо Родев – един живот за България“, ИК „Жажда“, 2000 г.